# ASCOD歩兵戦闘車
ASCOD歩兵戦闘車（アスコッドほへいせんとうしゃ、Austrian Spanish Cooperation Development infantry fighting vehicle）は、オーストリアとスペインが共同開発した履帯式装甲戦闘車両の一群である。オーストリアのシュタイア・ダイムラー・プフ（Steyr-Daimler-Puch AG）社とスペインのサンタ・バルバラ・システマス（Santa Bárbara Sistemas）社との共同契約によって設計され、その後は分割統合などで再編された企業が引き続き、製造と向上型の計画を行っている。
ASCODそのものは、スペインではPizarro（ピサロ）と呼び、オーストリアではUlan（ウラン）と呼んでいる。
ASCODファミリーには、装甲歩兵戦闘車型の他にも戦闘指揮車両型・砲兵観測車型・迫撃砲車両型・修理回修車両型・救急車両型・SAM発射車両型・ATM発射車両型・軽戦車型といったいくつかの派生型がある。

## 開発の経緯
ASCODは、オーストリアとスペイン両陸軍で旧式となったM113装甲兵員輸送車のような軽装甲戦闘車両を代替するために設計された。
ピサロのオーストリア型であるウランは、彼らの重いレオパルト2A4戦車を柔軟に補完すると期待されている。
ウランは、早期にオーストリア軍へと配置され、特に今後一層重要度が増すと予見される国連による軍事活動を必要とする国際的な紛争地のような低強度紛争や非対称戦の場で、将来長期に渡って効果的に用いられると期待される。
最初のASCODの試作車両は、1992年には準備され試験が行われた後、4年後には量産が可能になった。
ASCODは、オーストリアとスペイン両陸軍へ最新の装甲能力を付与するには最適のものだった。広い視点で見れば、ピサロ計画はスペインのM113装甲兵員輸送車・M60戦車、そして、M110 203mm自走榴弾砲を更新する"CORAZA"計画（Project Armour、装甲計画）の一部であった。
同時期にオーストリアで行われた同様の更新計画があり、2005年にオーストリア陸軍は112両のウランを導入し、スペインは144両（歩兵戦闘車型：123両、戦闘指揮車型：21両）を導入した。
2004年にスペイン国防省はピサロを最大356両の購入予定の元に、212両（歩兵戦闘車型：170両、戦闘指揮車型：5両、砲兵観測車型：28両、回収車型：8両、戦闘工兵車型：1両）を約7億ユーロ（707.5M Euros）発注した。
"Steyr-Daimler-Puch Spezialfahrzeuge"社では、ロシアのBMP-3の砲塔と追加の装甲を備える能力向上型の「ウラン2」を開発中である。
2008年6月にGDELS（General Dynamics European Land Systems）社は、KMW社と共同でKMW社のAGMシステムを"ASCOD 2"の車台に統合した155mm自走榴弾砲であるドーナルの開発を明らかにした。
1両の試作車によって機動性と射撃性の試験がドイツではじめられている。

## 武装
ASCODの基本形となる歩兵戦闘車型は、電気機械式の全旋回砲塔に30mm機関砲MK30-2を備えている。この2軸安定化された30mm機関砲は、-10度から+5度まで仰俯角度を持ち、最大毎分800発で走行間射撃が行える。
また、副武装として機関砲と同軸に7.62mm機関銃を備えており、30mm機関砲用には即応200発、予備205発（最大）、7.62mm機関銃用には即応700発、予備2,200発（最大）を搭載する。この武装は、M2ブラッドレー歩兵戦闘車とCV 90のそれに匹敵し、ノルウェーでの車両試験でも良好な結果であり、結局、スウェーデンのCV 90が敗れた。この砲は、全対応デジタル弾道計算機と昼光/赤外線式、およびレーザー式測距装置を備えたインドラ（Indra）からのMk-10射撃統制システムの将来型では新しいVC2熱光学式画像装置に対応する予定である。

## 装甲
ピサロで最も厚い部分では射距離500mからの14.5mm弾にも耐えられるような厚い鋼鉄製の装甲箱で守られ、全周方向では7.62mm弾に対する防護が可能な、厳重な装甲が施されている。
さらに、砲塔の両側に各2基計4基の76mm×3発発煙弾発射機を備え、予備の煙幕弾も12発格納できる。ピサロはまた、限定的な数ではあるがSABBLIR爆発反応装甲を備えており、さらに後には改良される可能性もある。しかし、後付式の鋼鉄板だけでは30mm APDS弾に対する防護しか行えない。追加での耐弾防護性能は、車体正面60度強の範囲での射距離1,000mの30mm APFSDS弾に対する防護が最大であり、全周方向では射距離500mの14.5mm API弾に対する防護が行える。

## 動力系・駆動系
ディーゼルエンジンは、ピサロが600hp（447kW, 2,300rpm）のMTU SV-183 TE22 8-V90を、ウランが720hp（537kW, 2,300rpm）のMTU 8V 1999を搭載しており、それぞれ出力重量比は21と25で、いずれも良好な機動性を提供している。
どちらも、Renk社製のHSWL 106C油圧機械式変速機と、全輪にトーションバーとトレーリングアーム式のサスペンションを備え、1番輪と6番輪はロータリー・ダンパーも備えている。最小旋回半径は7.9m。
ピサロは、前進では最大時速70Km、巡航時速50km、後退では最大時速35kmである。

## 比較
|          | M2ブラッドレー           | ウォーリア           | 89式                      | Strf 90            |
| -------- | ------------------------ | -------------------- | ------------------------- | ------------------ |
| 画像     |                          |                      |                           |                    |
| 全長     | 6.55 m                   | 6.34 m               | 6.8 m                     | 7.0 m              |
| 全幅     | 3.60 m                   | 3.03 m               | 3.20 m                    | 3.42 m             |
| 全高     | 2.98 m                   | 2.78 m               | 2.50 m                    | 2.75 m             |
| 重量     | 30.4 t                   | 24.5 t               | 26.5 t                    | 27.6 t             |
| 最高速度 | 66 km/h                  | 75 km/h              | 70 km/h                   | 70 km/h            |
| 乗員数   | 3名+兵員6名              | 3名+兵員7名          | 3名+兵員7名               | 3名+兵員7名        |
| 主武装   | 87口径25mm機関砲×1       | 81.3口径30mm機関砲×1 | 90口径35mm機関砲×1        | 70口径40mm機関砲×1 |
| 副武装   | 7.62mm機関銃×1 TOW ATM×2 | 7.62mm機関銃×1       | 7.62mm機関銃×1 79式 ATM×2 | 7.62mm機関銃×1     |

|          | ASCOD                                                | K21                        | プーマ                         | T-15                     |
| -------- | ---------------------------------------------------- | -------------------------- | ------------------------------ | ------------------------ |
| 画像     |                                                      |                            |                                |                          |
| 全長     | 6.24 m                                               | 6.90 m                     | 7.40 m (防護レベルC)           | 不明                     |
| 全幅     | 3.64 m                                               | 3.40 m                     | 3.70 m (防護レベルC)           | 不明                     |
| 全高     | 2.43 m                                               | 2.60 m                     | 3.10 m (防護レベルC)           | 不明                     |
| 重量     | 28 t                                                 | 25.0 t                     | 41.0 t (防護レベルC)           | 55 t                     |
| 最高速度 | 72 km/h                                              | 70 km/h                    | 70 km/h                        | 65–70 km/h               |
| 乗員数   | 3名+兵員8名                                          | 3名+兵員9名                | 3名+兵員6名                    | 3名+兵員9名              |
| 主武装   | 82口径30mm機関砲×1                                   | 70口径40mm機関砲×1         | 82口径30mm機関砲×1             | 80.5口径30mm機関砲×1     |
| 副武装   | 7.62mm機関銃MG3×1(ピサロ) 7.62mm機関銃MG74×1(ウラン) | 7.62mm機関銃×1 AT-1K ATM×2 | 5.56mm軽機関銃 スパイク-LR ATM | 7.62mm機関銃 9M133 ATM×4 |

## 派生型

### ASCOD ピサロ

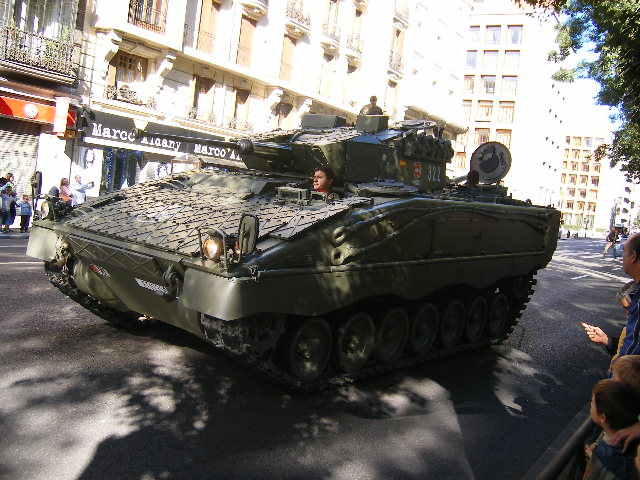
スペインの「ピサロ」歩兵戦闘車

ASCOD ピサロは、サンタ・バルバラ・システマスによって製造された。これには複数の派生型が存在する。
VCI/C（歩兵/騎兵車両）（Infantry/Cavalry Vehicle）
基本型。
VCPC（指揮車両）（Command Vehicle）
VCOAV（先進型偵察車両）（Vehículo de Observación Avanzada）
VCREC（回収車両）（Recovery Vehicle）
VCZ（工兵車両）（Engineering Vehicle）
LT-105
輸出市場用に設計された105mm主砲搭載の軽戦車。固有乗員3名+同乗者1名となる。-8度から+17度まで仰俯角度がとれる2軸安定化式の全周回砲塔に105×617mm主砲と7.62mm機関銃を同軸に搭載する。主砲弾は即応16発、予備24発を、7.62mm機関銃弾は即応2,800発、予備1,800発を搭載する。81mm煙幕弾は、発射機2基×4発に加えて予備8発を搭載する。
オート・メラーラ（Oto Melara）社、ジェネラル・ダイナミクス（General Dynamics）社、そして、LIW社として知られデネル・エアロスペース・システムズ社を保有するデネルグループ傘下の"DenelLand Systems"社という、各々異なる製造者から3種の砲塔が用意されている。
タイ王国海兵隊用の本車は、デネル社の砲塔を採用する予定である。
ドナー
KMW社のPzH2000自走榴弾砲を元にしたAGM砲塔と組み合わせた155mm自走榴弾砲。
サブラ軽戦車
イスラエルのエルビット・システムズが開発した105mm砲搭載の軽戦車型。フィリピン陸軍が2022年以後配備予定。

### ASCOD ウラン

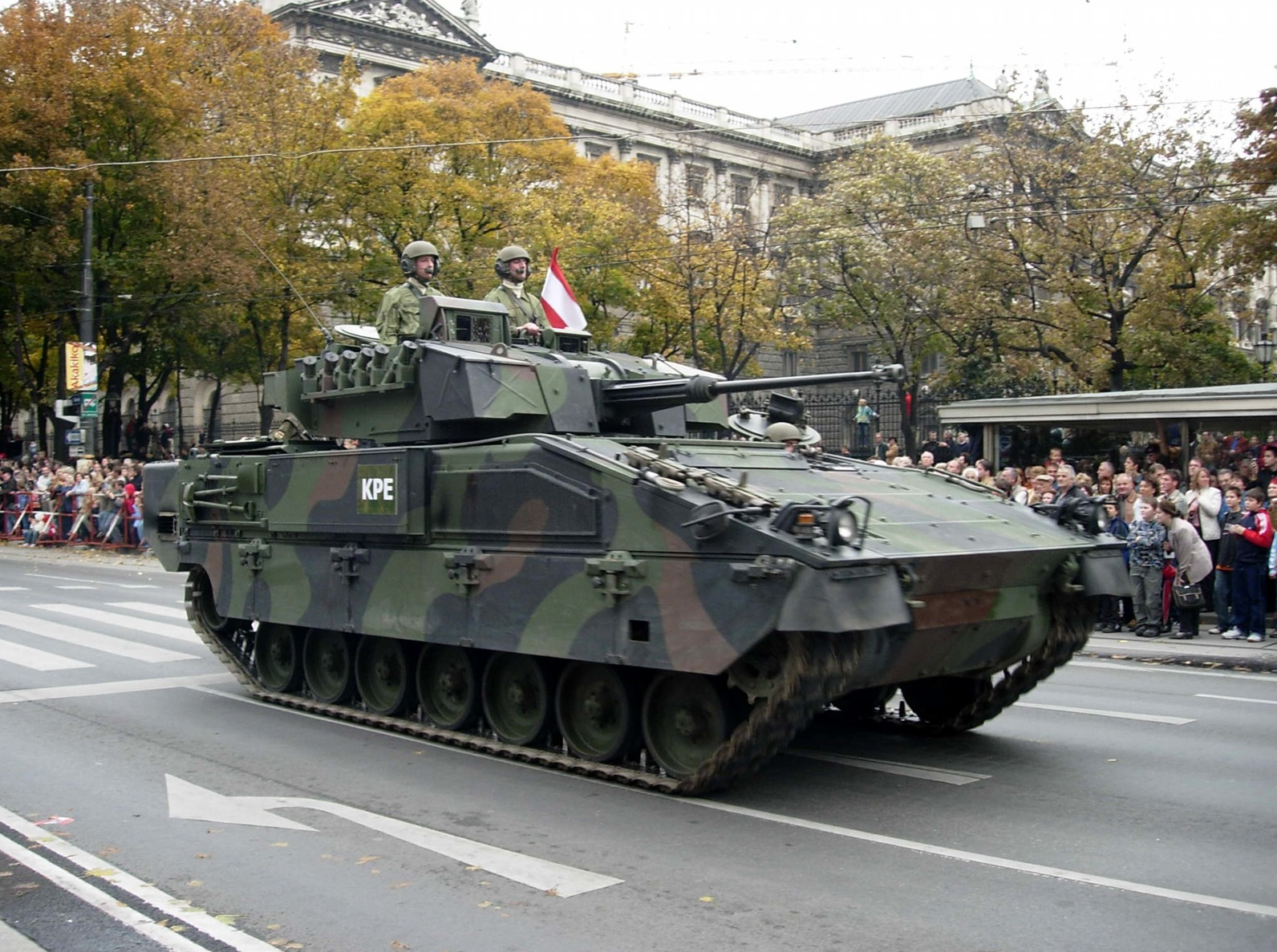
オーストリアの「ウラン」

ASCOD ウランは、シュタイア・ダイムラー・プフ社によって製造される。本車は、より強力な530kWの出力を持つエンジンおよび"Kollsman"社製の射撃統制システムに変更されている。

### ASCOD SV

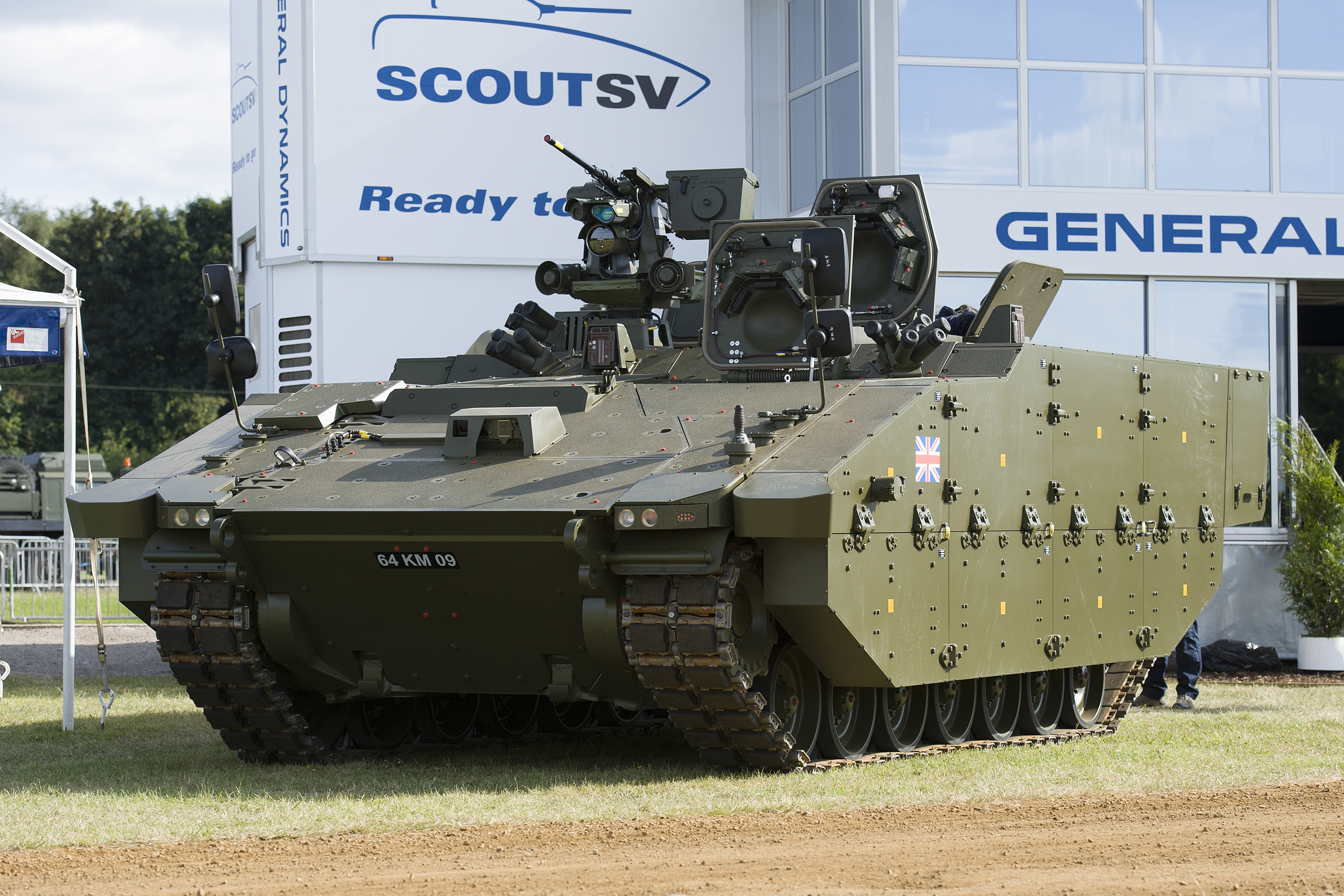
ASCOD SV スカウトの試作車

ASCOD SV（または"ASCOD 2 SV"と呼ばれる）は、イギリス陸軍のSpecialist Vehicle Programmeに選ばれたASCODの派生型であり、ジェネラル・ダイナミクス UKが製造する予定である。
今のところ、本プログラムのために4つの派生型が計画されている。
ASCOD SV（斥候型）（Scout Variant）
この計画での主な派生型となる。
ASCOD VCPC（装甲指揮車型）（Command Post Armoured Vehicle Variant）
ASCOD VCOAV（装甲前方偵察車両型）（Forward Reconnaissance Armoured Vehicle）
ASCOD ARV（装甲回収車型）（Armoured Recovery Vehicle）
ASCOD SVでは、次の改良を含めて計画されている。
- 主武装をCTAインターナショナル（英語版）製40 CTC 40mm テレスコープ弾兵器システム（Case Telescopic Weapon System）へ変更
- 装甲によって基本的な弾道と地雷の防護を行えるようにし、追加パッケージの改良により必要に応じてさらなる防護を提供
- 600kW級のエンジンへの増強を含めて、車台を改良
- 砲塔はロッキード・マーティン UK"社が製造

本車両の重量は42トン（オリジナルのASCODから約25%増）になると見積もられている。
国防省は、陸軍向けのCVR（T）の後継車として「スカウトSV」という名称で本車の採用を決定し、7両の試作車と能力検証のためにGDUK社と500万ポンドの契約を交わした。予定通り開発と生産が進めば、第1バッチで400-589両、第2バッチで300両ほどが調達されることになる。2015年9月にはエイジャックス（Ajax）の名称が与えられた。
しかしAjaxは配備予定時期を超過した上、機動性は要求を大きく下回り、試験に当たる兵士の身体健康を損なうほどの振動や騒音が伴う深刻な欠陥が報じられ大問題となった。2021年9月、国防閣外大臣ジェレミー・クイン名の書簡で、Ajax実車の試験および訓練は中止状態にあり、プロジェクトの具体的タイムスケジュールは発表できる状況に無いとのコメントが発せられている。

### グリフィン
ジェネラル・ダイナミクスがASCOD-Ajaxを基にベンチャーで開発している。
グリフィン（技術デモンストレータ）
2016年発表。中止となった米陸軍「将来戦闘システム｣の一環で開発されたXM1202 MCSの主砲XM360軽量120mm砲を搭載するとしていた軽戦車。
グリフィンII／M10 ブッカー

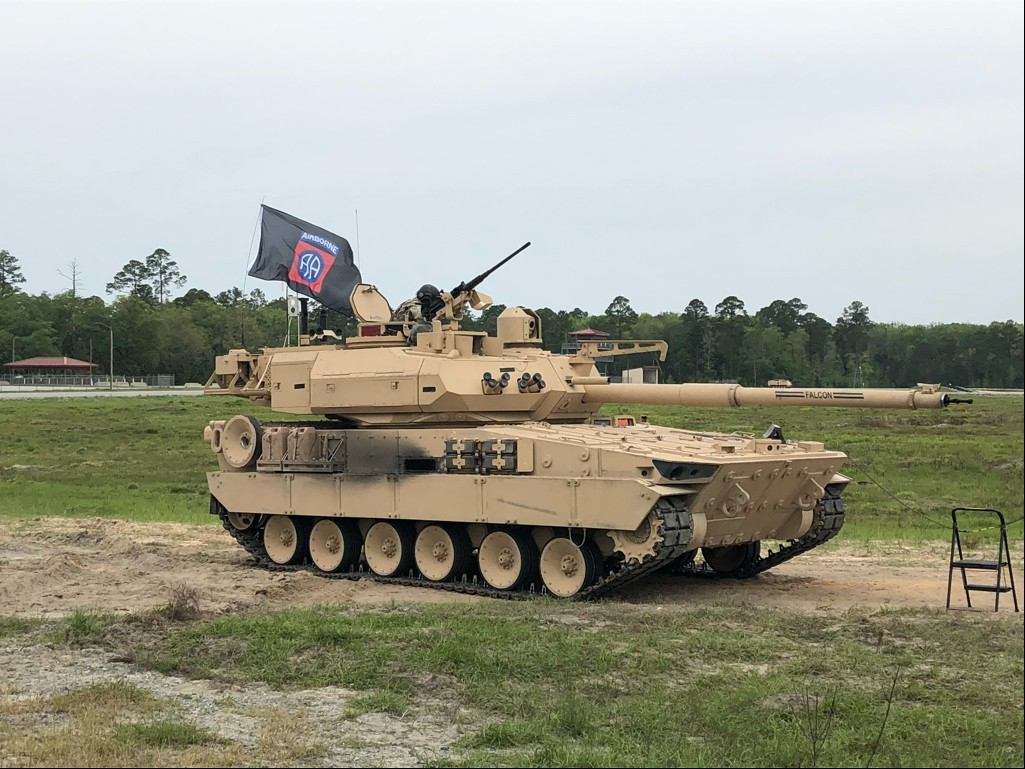
グリフィンⅡの試験車

M35 105mm戦車砲搭載型の軽戦車で、アメリカ陸軍が2018年から計画中の「Mobile Protected Firepower（MPF）に、BAEシステムズのM8 AGS近代化型とともに最終候補に選定された。2022年6月に採用が決定し、2024年7月から低率初期生産が始まったが、およそ80両が納入された2025年5月に導入中止となった。
グリフィンIII
2018年に米国陸軍協会展示会（AUSA-2018）で公開された歩兵戦闘車型。50mm機関砲を装備し乗員3人と6人の歩兵が乗車可能で、特徴的な六角形状のタイルで全体を覆っている。これはシルエットを不明瞭にする迷彩と電波ステルス性能に寄与するという。

## 配備状況
- 2002年

ASCODは、スペインとオーストリア両陸軍で任務に就いた。

## 運用者
- オーストリア - 2023年時点で、112両のウランを保有している[23]。
- スペイン - 356両（ピサロ（VCI/C型：293両、VCPC型：26両、VCOAV型：28両、VCREC型：8両、VCZ型：1両）
- ラトビア - 2025年1月30日に、歩兵戦闘車型42両を発注[24]。
- タイ - 15両（ピサロ、LT-105）
- フィリピン - 18両（サブラ軽戦車（英語版））[25]
- イギリス - 開発中（エイジャックス歩兵戦闘車（英語版））
- アメリカ合衆国 - 製造中（M10 ブッカー）、開発中（グリフィンⅢ）